# Эрат, Тогрул
Тогрул Эрат (тур. Tuğrul Erat; 17 июня 1992, Золинген, Германия) — немецкий и азербайджанский футболист турецкого происхождения, полузащитник клуба «Юнион Неттеталл». Выступал в сборной Азербайджана.

## Биография

### Клубная карьера
Тогрул начал заниматься футболом в «Унионе» (Неттеталь), затем показал себя с хорошей стороны и в 2009 году перешёл в «Фортуну». В 2013 году попал в основной состав «Фортуны». Свою первую игру сыграл 9 декабря 2013 против «Кайзерслаутерна», а первый гол забил в ворота «Энерги».

### Карьера в сборной
С 2013 года начал выступать за сборную Азербайджана (до 21 года). В отборочных турах Чемпионата Европы по футболу среди молодёжных команд выходил на поле в четырёх играх и забил три гола. За основную сборную Азербайджана впервые вышел 5 марта 2014 года в товарищеском матче в Дубае против филиппинцев.